# Hintersberg (Bad Tölz)
Hintersberg ist ein Stadtteil von Bad Tölz im oberbayerischen Landkreis Bad Tölz-Wolfratshausen. Die Einöde liegt circa vier Kilometer nördlich von Bad Tölz und ist über die Staatsstraße 2368 zu erreichen.